# Диффузор (автомобиль)

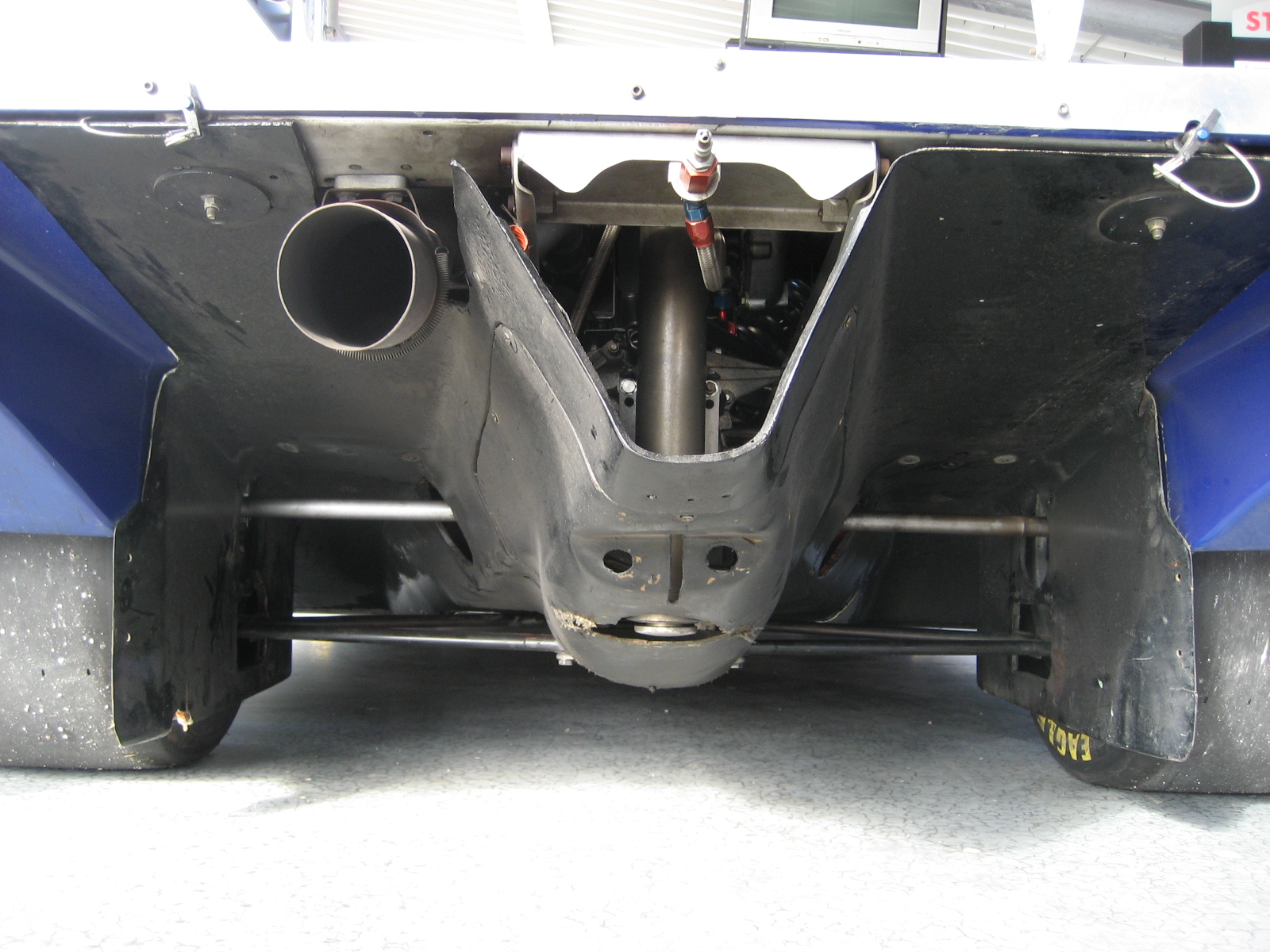
Диффузор на Porsche 962 (вид снизу сзади)

Диффу́зор (в профессиональной речи диффузо́р) в автомобильной промышленности — часть или элемент обвеса, преобразующая кинетическую энергию набегающего потока воздуха в повышение давления, обеспечивающий клиновидное расширение зазора под днищем автомобиля в его задней части. Вследствие взаимодействия потока воздуха в расширяющемся канале-диффузоре, образованном деталью-диффузором и поверхностью дороги, под днищем автомобиля образуется разрежение, прижимающее автомобиль к дороге. Обычно диффузор располагается в задней части днища.
Диффузор — наименее понимаемая деталь кузова автомобиля.
В XXI веке диффузор изготавливается из углепластика или другого прочного материала, существенным элементом конструкции являются продольные рёбра, ограничивающие воздушный поток с боков. Кроме того, диффузор может перенаправлять воздушные потоки на обдув тормозных дисков и суппортов, что крайне важно в таких видах автоспорта как скоростные автогонки.

## Функция диффузора

Работа диффузора. Розовым цветом показаны зоны повышенного давления (близкого к атмосферному), созданные передней юбкой и задним диффузором

При помещении диффузора в область эффекта земли под днищем автомобиля образуется разрежение, и прижимная сила возрастает. Этот экспериментально наблюдаемый, подтверждаемый числовыми расчётами и используемый на практике результат имеет несколько теоретических объяснений, основным является эффект Вентури — в более узком месте потока под днищем скорость (относительно автомобиля) выше, и давление потому ниже; поскольку на выходе давление равно атмосферному, давление под днищем будет меньше атмосферного.

## История
Диффузоры впервые появились на автомобилях «Формулы 1». Команда «Лотус» в 1978 году изменила форму днища автомобиля с применением эффекта Вентури и гибких скользящих юбок по бокам автомобиля. Они были успешны, но уже в 1981 году скользящие юбки были запрещены, так как иногда отрывались и создавали опасность на треке. Для дополнительного ослабления аэродинамических эффектов, в 1994 году было принято требование о размещении деревянной планки вдоль днища автомобиля, которая вынудила конструкторов приподнять кузов. Эти ограничения связаны с тем, что диффузор на скорости 250 км/час отвечает примерно за треть прижимной силы автомобиля; при этом эта составляющая может сильно варьировать при наличии неровностей на трассе, резко изменяя поведение автомобиля и приводя к опасным ситуациям.